# Margrabstwo Monferrato
Margrabstwo Monferrato (wł. Marchesato del Monferrato) – średniowieczna marchia Królestwa Włoch oraz stan Świętego Cesarstwa Rzymskiego.
Pierwotnie istniało jako część marchii Zachodnia Liguria, założonej ok. 950 przez króla Berengara II, zaś w 1574 otrzymało status Księstwa Monferrato.
Niektóre z zamieszczonych tu informacji wymagają weryfikacji.
Dokładniejsze informacje o tym, co należy poprawić, być może znajdują się w dyskusji tego artykułu.
 Po wyeliminowaniu niedoskonałości należy usunąć szablon {{Dopracować}} z tego artykułu.

## Historia
W 961 roku król Niemiec Otton I Wielki dokonał inwazji na Włochy i zdetronizował z tronu króla Berengara II. Tereny północno-wschodniej Italii zreorganizował w trzy wielkie marchie: Marchię Genueńską, obejmującą tereny wschodniej Ligurii, Marchię Turyńską, z terenami wokół Turynu oraz doliny Susa, a także Margrabstwo Monferrato z margrabią Aleramo jako pierwszym władcą.
W 1133 roku margrabia Wilhelm V poślubił Judytę Babenberg, przyrodnią siostrę Konrada III Hohenstaufa, co znacznie zwiększyło prestiż jego rodziny. W latach 1202–1204 margrabia Bonifacy z Montferratu był dowódcą IV wyprawy krzyżowej, a także założycielem Królestwa Tesaloniki.
W XIII wieku margrabiowie Bonifacy II oraz Wilhelm VI prowadzili długie walki z niepodległymi komunami Asti oraz Alessandrii. W tym czasie głównym ośrodkiem władzy było miasto Chivasso, jednakże w 1305 roku stolica margrabstwa została przeniesiona do Casale Monferrato. W tym samym roku zmarł ostatni przedstawiciel dynastii Aleramitów, a władzę nad marchią przejęła dynastia Paleologów, która utrzymała ją do roku 1533.
W 1533 roku Hiszpania przejęła władzę nad Montferrat – w 1536 roku mianowała ma margrabię marchii Fryderyka II Gonzagę. W 1574 roku jego syn Wilhelm I Gonzaga został mianowany księciem Montferrat, co zakończyło istnienie państwa jako marchii. Późniejsze księstwo przetrwało do 1708 roku, kiedy nastąpiło zjednoczenie z Sabaudią.